# Voleurs de caca
 (avril 2022).
La mise en forme du texte ne suit pas les recommandations de Wikipédia : il faut le « wikifier ».
Les points d'amélioration suivants sont les cas les plus fréquents. Le détail des points à revoir est peut-être précisé sur la page de discussion.
- Les titres sont pré-formatés par le logiciel. Ils ne sont ni en capitales, ni en gras.
- Le texte ne doit pas être écrit en capitales (les noms de famille non plus), ni en gras, ni en italique, ni en « petit »…
- Le gras n'est utilisé que pour surligner le titre de l'article dans l'introduction, une seule fois.
- L'italique est rarement utilisé : mots en langue étrangère, titres d'œuvres, noms de bateaux, etc.
- Les citations ne sont pas en italique mais en corps de texte normal. Elles sont entourées par des guillemets français : « et ».
- Les listes à puces sont à éviter, des paragraphes rédigés étant largement préférés. Les tableaux sont à réserver à la présentation de données structurées (résultats, etc.).
- Les appels de note de bas de page (petits chiffres en exposant, introduits par l'outil «  Source ») sont à placer entre la fin de phrase et le point final[comme ça].
- Les liens internes (vers d'autres articles de Wikipédia) sont à choisir avec parcimonie. Créez des liens vers des articles approfondissant le sujet. Les termes génériques sans rapport avec le sujet sont à éviter, ainsi que les répétitions de liens vers un même terme.
- Les liens externes sont à placer uniquement dans une section « Liens externes », à la fin de l'article. Ces liens sont à choisir avec parcimonie suivant les règles définies. Si un lien sert de source à l'article, son insertion dans le texte est à faire par les notes de bas de page.
- La présentation des références doit suivre les conventions bibliographiques. Il est recommandé d'utiliser les modèles {{Ouvrage}}, {{Chapitre}}, {{Article}}, {{Lien web}} et/ou {{Bibliographie}}. Le mode d'édition visuel peut mettre en forme automatiquement les références.
- Insérer une infobox (cadre d'informations à droite) n'est pas obligatoire pour parachever la mise en page.

Pour une aide détaillée, merci de consulter Aide:Wikification.
Si vous pensez que ces points ont été résolus, vous pouvez retirer ce bandeau et améliorer la mise en forme d'un autre article.
Voleurs de caca est le huitième épisode de la vingt-troisième saison de la série télévisée d'animation américaine South Park. Ce 305e épisode de la série a été diffusé pour la première fois le 27 novembre 2019, sur Comedy Central, aux États-Unis.

## Synopsis
Au centre communautaire de South Park, Sheila Broflovski tombe gravement malade et commence à vomir et à déféquer de manière incontrôlable. À l'hôpital Hell's Pass, son médecin annonce à ses fils Kyle et Ike que Sheila a une infection bactérienne appelée C. diff, provoquant le dépassement des bactéries bénéfiques de son estomac par des bactéries malignes, et qu'elle a besoin d'une greffe fécale pour remplacer son microbiome. Après la greffe, Sheila vante les effets bénéfiques de la procédure sur la santé à ses amies Laura Tucker, Harriet Biggle et Linda Stotch, au grand embarras de ses fils. En consultant une vidéo sur la façon d'empêcher le ridicule d'une telle situation, Kyle est horrifié d'apprendre que les micro-organismes constituent la moitié des cellules de son corps. La nuit, il rêve de bactéries et de l'image d'une bibliothèque qui le réveille en sursaut.
Les amies de Sheila lui disent qu'elles aimeraient subir une greffe fécale, mais que leurs médecins ne prescriraient la procédure que pour des raisons médicales, et lui demandent de donner un échantillon de selles afin qu'elles puissent effectuer la procédure elles-mêmes à la maison. Sheila refuse, car elle trouve cela risqué. Cependant, Harriet se rend chez Kyle et propose d'offrir à celui-ci un exemplaire de Star Wars Jedi: Fallen Order s'il parvient à lui procurer un échantillon de selles de Sheila. Kyle refuse, mais ses trois amis, Stan Marsh, Eric Cartman et Kenny McCormick, acceptent le marché. Stan, Cartman et Kenny se faufilent donc dans le sous-sol des Broflovski et accèdent au tuyau d'évacuation pendant que Sheila utilise les toilettes, puis, volent ses excréments, à la grande colère de Kyle, qui les surprend en flagrant délit.
Kyle consulte son médecin pour se plaindre de l'échange de microbiome et se demande si les personnes ayant des profils de santé idéaux, comme Tom Brady, deviendront la cible de ceux qui souhaitent bénéficier de telles greffes. À la mention du nom de Brady, cependant, le médecin devient instable et commence un monologue intérieur chuchoté, un bâillon récurrent dans l'épisode (qui est une parodie du film Dune). Il note que Kyle « connaît » le microbiome de Brady, qu'il appelle « The Spice Melange ». Bien que le microbiome de Brady (l'« épice ») soit introuvable, le médecin se demande si Kyle sera celui qui le lui apportera.
Après avoir effectué une greffe fécale à domicile avec une poire à dinde, Harriet loue les avantages de la procédure à ses amies, mais refuse de révéler à Sheila comment elle a obtenu l'échantillon de selles. Les garçons sont confrontés au conseiller scolaire M. Mackey, qui propose à chacun d'eux d'acheter leur propre copie séparée de Fallen Order, s'ils obtiennent pour lui l'échantillon de selles de quelqu'un d'autre, qu'il appelle également « The Spice Melange » dans son dialogue intérieur. Lors d'une conférence de presse d'après-match, la presse demande à plusieurs reprises à Brady un échantillon de selles, qui répond qu'il n'en donnera ni n'en vendra à personne. Alors que les rêves de Kyle sur le microbiome se poursuivent, il est à nouveau hanté par des visions de la bibliothèque et développe la capacité de voir les micro-organismes recouvrant son corps lorsqu'il est éveillé. Lors d'un autre repas partagé, Harriet, malade et couverte de taches de vomi, prend ses amies à témoin et accuse avec colère Sheila d'avoir contaminé ses excréments d'une manière ou d'une autre pour saboter sa greffe. Linda et Laura tombent alors elles-mêmes malades, après avoir volé le reste de l'échantillon volé d'Harriet et effectué leurs propres greffes. Alors que l'hôpital Hell's Pass se remplit de citoyens locaux souffrant de C-diff, un médecin dit au détective de police Harrison Yates que l'épidémie a commencé au restaurant où les clients ont été infectés par les amis de Sheila. Il explique que parce que les poires à dinde qu'ils ont utilisées pour leurs greffes ne sont utilisées qu'une fois par an à Thanksgiving, ils passent le reste de l'année à collecter des bactéries pathogènes. Il dit ensuite que l'hôpital n'a plus d'excréments de donneurs sains, et que parce que suffisamment d'excréments sains n'ont pas pu être récoltés à temps pour donner des greffes à tous les patients, la moitié de South Park mourra.
Les garçons se rendent chez Brady, où ils attendent avec d'autres personnes dans l'espoir d'acquérir son « Spice Melange ». Brady demande à tout le monde de partir, mais Kyle apparaît et conduit tout le monde à la bibliothèque du salon de Brady, qu'il révèle être une porte secrète vers une pièce cachée où Brady garde ses excréments en pot. Brady explique qu'il a arrêté de tirer la chasse parce que les gens n'arrêtaient pas de casser ses tuyaux pour les acquérir. Les garçons apportent les matières fécales à l'hôpital, où elles sont utilisées pour traiter tous les patients infectés. Lorsque Sheila demande à Kyle comment il a su résoudre l'épidémie, Kyle explique que son microbiome le savait, disant qu'il a appris que les créatures en lui font partie de lui et qu'il fait « désormais un peu plus confiance à son instinct ».
Une blague courante prétend que l'épisode est « un pour les dames », avec une intro unique et des Bumpers entre les pauses publicitaires le proclamant à plusieurs reprises.